# Marie-Jeanne-Baptiste de Savoie
 (septembre 2019).
Si vous disposez d'ouvrages ou d'articles de référence ou si vous connaissez des sites web de qualité traitant du thème abordé ici, merci de compléter l'article en donnant les références utiles à sa vérifiabilité et en les liant à la section « Notes et références ».
Marie-Jeanne-Baptiste de Savoie-Nemours dite Mademoiselle de Nemours est une princesse de la branche Française de la maison de  Savoie, née à Paris le 11 avril 1644 et morte à Turin le 15 mars 1724. Veuve du duc Charles-Emmanuel II de Savoie, elle fut régente du duché de Savoie pour son fils Victor-Amédée II de Savoie puis une correspondante avisée de ses petites-filles Marie-Adélaïde de Savoie, duchesse de Bourgogne puis dauphine de France, et Marie-Louise de Savoie, reine d'Espagne.
Issue d'une branche française de la maison de Savoie fondée par Philippe de Savoie-Nemours, elle est la fille de Charles-Amédée de Savoie, duc de Genève, de Nemours et d'Aumale, mort en duel en 1652, et d'Élisabeth de Bourbon-Vendôme. Arrière-petite-fille du roi Henri IV de France en ligne maternelle, elle porte également les titres de duchesse de Genève de 1659 à 1724 et d'Aumale de 1659 à 1686. Elle est duchesse de Savoie par son mariage avec le duc Charles-Emmanuel II de Savoie puis régente pour son fils Victor-Amédée II.

## Biographie
Arrière-petite-fille du roi Henri IV de France  par son grand-père maternel César de Vendôme, fils légitimé du roi et de Gabrielle d'Estrées, elle est apparentée à la famille royale et à Louis XIV, mais aussi à la maison de Lorraine et aux Valois en tant que descendante de Philippe-Emmanuel de Lorraine, duc de Mercœur, frère de la reine Louise (sa grand-mère maternelle, la femme de César, est en effet Françoise de Lorraine, dame de Mercœur) et encore  aux Lorraine-Guise (branches d'Aumale et d'Elbeuf) par sa grand-mère paternelle Anne, duchesse d'Aumale. Par les Aumale, elle descend de Diane de Poitiers, de Charles VII et Agnès Sorel. Par les Savoie-Nemours, alliés aux Orléans-Longueville, elle descend de Lucrèce Borgia, de Louis XII et Anne de Bretagne ainsi que de Charles VII et Marie d'Anjou. Ses frères moururent au berceau laissant les Savoie-Nemours sans descendance mâle. Sa sœur Marie-Françoise de Savoie, de deux ans sa cadette, deviendra reine du Portugal.

Le monogramme de la duchesse de Savoie.

Le duchesse-douairière de Savoie, Christine de France, souhaitant conserver les bonnes relations de son pays d'adoption avec son pays d'origine, avait envisagé le mariage de son fils Charles-Emmanuel II avec Marie-Jeanne-Baptiste mais cette dernière avait été récusée par le cardinal de Mazarin au profit de Françoise-Madeleine d'Orléans, cousine germaine du roi et fille de Gaston d'Orléans. L'intrigant ministre craignait que Mademoiselle de Nemours, dotée d'un caractère affirmé, ne fût pas assez malléable. Ayant ensuite imposé au duc Charles IV de Lorraine le traité de Montmartre qui l’assujettissait à la France, le ministre rendit son âme à Dieu.
Pendant ce temps, Marie-Jeanne-Baptiste fut fiancée en 1662 à Charles de Lorraine (1643-1690), neveu et héritier du duc Charles IV, mais les fiançailles furent rompues en 1665 quand le séduisant jeune homme dut s'exiler après la dénonciation par son oncle du traité de Montmartre qui assujettissait la Lorraine à la France.
Au-delà des Alpes, la douce Françoise-Madeleine ne resta pas longtemps le lien nécessaire entre la France et la Savoie : elle mourut à l'âge de 15 ans quelques mois après son arrivée à Turin sans avoir donné de descendance à la maison de Savoie. Le remariage du souverain savoyard s'imposait et de nouveau le nom de Mademoiselle de Nemours fut avancé sans personne pour s'y opposer.
Le 10 mai 1665, Marie-Jeanne-Baptiste épousa à Turin son cousin Charles-Emmanuel II (1634-1675), duc de Savoie et prince de Piémont, fils de Victor-Amédée Ier de Savoie et de Christine de France, veuf de Françoise-Madeleine d'Orléans. La maison de Savoie est alors très liée avec celle de France.
Ils eurent un fils unique, Victor-Amédée né en 1666 et pendant la minorité duquel elle exerça la régence, veillant à conserver de bonnes relations avec son puissant voisin devenu son cousin le roi Louis XIV de France. Elle fut soutenue dans sa tâche par l'archevêque François-Amédée Milliet de Challes et d’Arvillars.
Veuve dès 1675, ambitieuse et autoritaire, elle chercha à marier son fils unique à sa nièce Isabelle-Louise, princesse héritière de Portugal. Le prince de Piémont aurait dû quitter Turin pour Lisbonne ce qui aurait permis à la duchesse-douairière de conserver la régence de Savoie. Cependant, ce mariage ne se fit pas. Le jeune duc fomenta un coup de force et démit sa mère de la régence. Pour éviter des représailles et conserver de bonnes relations avec son puissant voisin français, il épousa une nièce de Louis XIV, Anne-Marie d'Orléans en 1684.
En 1686, elle vend le duché d'Aumale à Louis-Auguste de Bourbon, duc du Maine, bâtard légitimé du roi Louis XIV et de Madame de Montespan.
En 1696 une de ses petites-filles Marie-Adélaïde épouse le duc de Bourgogne, s'apprêtant à devenir reine de France. La vieille duchesse entretiendra avec sa petite-fille une correspondance pleine de tendresse mais le couple mourra prématurément en 1712. Une autre de ses petites-filles, Marie-Louise, épousera en 1701 un autre petit-fils de Louis XIV de France, le roi Philippe V d'Espagne. La jeune reine mourra en 1714.
Marie-Jeanne-Baptiste meurt à 80 ans en 1724. Son fils le duc de Savoie Victor-Amédée II est devenu roi de Sicile par le traité d'Utrecht. Il échange ce royaume avec l'empereur et reçoit la Sardaigne. Les arrière-petits-fils de Marie-Jeanne règnent sur la France et l'Espagne : il s'agit de Louis XV de France, et de Louis Ier et  Ferdinand VI d'Espagne.
La cour de Savoie, par respect, l'avait nommée comme sa belle-mère Madame Royale.

## Descendance
1. Victor-Amédée (1666-1732), duc de Savoie et prince de Piémont (qui deviendra roi de Sicile puis roi de Sardaigne) épousera en 1684 Anne-Marie d'Orléans (1669-1728), nièce de Louis XIV de France.